# Abierto de Chile 2020
El Chile Open 2020, oficialmente Chile Dove Men+Care Open, fue un evento de tenis de la ATP Tour 250. Se disputó en Santiago (Chile) en la cancha central del Complejo Mario Caracci Onetto, San Carlos de Apoquindo, desde el 24 de febrero hasta el 1 de marzo de 2020. Los partidos del torneo son transmitidos en Chile por La Red.

## Distribución de puntos
| Modalidad            | Campeón | Finalista | Semifinales | Cuartos de final | 2ª ronda | 1ª ronda | Clasificados | 2ª ronda de clasificación | 1ª ronda de clasificación |
| Individual masculino | 250     | 165       | 100         | 50               | 25       | 0        | 13           | 7                         | 0                         |
| Dobles masculino     | 250     | 150       | 90          | 45               | 20       | 0        | -            | -                         | -                         |

## Cabezas de serie

### Individuales masculino
| Tenista              | Ranking | Preclasificado |
| Christian Garín      | 25      | 1              |
| Casper Ruud          | 34      | 2              |
| Albert Ramos         | 41      | 3              |
| Pablo Cuevas         | 46      | 4              |
| Juan Ignacio Lóndero | 61      | 5              |
| Hugo Dellien         | 78      | 6              |
| Federico Delbonis    | 86      | 7              |
| Thiago Monteiro      | 88      | 8              |

- Ranking del 17 de febrero de 2020.[4]

### Dobles masculino
| Tenista                            | Ranking | Preclasificado |
| Marcelo Demoliner Matwé Middelkoop | 103     | 1              |
| Marcelo Arévalo Jonny O'Mara       | 118     | 2              |
| Divij Sharan Artem Sitak           | 124     | 3              |
| Ariel Behar Gonzalo Escobar        | 140     | 4              |

## Campeones

### Individual masculino
Thiago Seyboth Wild venció a  Casper Ruud por 7-5, 4-6, 6-3

### Dobles masculino
Roberto Carballés /  Alejandro Davidovich vencieron a  Marcelo Arévalo /  Jonny O'Mara por 7-6(7-3), 6-1.